# Gy-en-Sologne
Gy-en-Sologne és un municipi francès, situat al departament del Loir i Cher i a la regió de Centre – Vall del Loira. L'any 2007 tenia 513 habitants.

## Demografia

### Població
El 2007 la població de fet de Gy-en-Sologne era de 513 persones. Hi havia 212 famílies, de les quals 60 eren unipersonals (24 homes vivint sols i 36 dones vivint soles), 88 parelles sense fills, 60 parelles amb fills i 4 famílies monoparentals amb fills.
La població ha evolucionat segons el següent gràfic:
Habitants censats

### Habitatges
El 2007 hi havia 298 habitatges, 223 eren l'habitatge principal de la família, 52 eren segones residències i 23 estaven desocupats. 289 eren cases i 8 eren apartaments. Dels 223 habitatges principals, 170 estaven ocupats pels seus propietaris, 48 estaven llogats i ocupats pels llogaters i 5 estaven cedits a títol gratuït; 4 tenien una cambra, 12 en tenien dues, 38 en tenien tres, 50 en tenien quatre i 119 en tenien cinc o més. 198 habitatges disposaven pel capbaix d'una plaça de pàrquing. A 98 habitatges hi havia un automòbil i a 106 n'hi havia dos o més.

### Piràmide de població
La piràmide de població per edats i sexe el 2009 era:
| Homes | Edats   | Dones |
| ----- | ------- | ----- |
| 0     | 95 o +  | 0     |
| 0     | 90 a 94 | 4     |
| 4     | 85 a 89 | 0     |
| 0     | 80 a 84 | 0     |
| 20    | 75 a 79 | 16    |
| 12    | 70 a 74 | 16    |
| 12    | 65 a 69 | 12    |
| 40    | 60 a 64 | 20    |
| 8     | 55 a 59 | 12    |
| 28    | 50 a 54 | 20    |
| 8     | 45 a 49 | 8     |
| 16    | 40 a 44 | 16    |
| 20    | 35 a 39 | 0     |
| 24    | 30 a 34 | 12    |
| 12    | 25 a 29 | 32    |
| 8     | 20 a 24 | 4     |
| 12    | 15 a 19 | 8     |
| 0     | 10 a 14 | 4     |
| 4     | 5 a 9   | 12    |
| 20    | 0 a 4   | 8     |

## Economia
El 2007 la població en edat de treballar era de 310 persones, 220 eren actives i 90 eren inactives. De les 220 persones actives 211 estaven ocupades (121 homes i 90 dones) i 9 estaven aturades (5 homes i 4 dones). De les 90 persones inactives 32 estaven jubilades, 28 estaven estudiant i 30 estaven classificades com a «altres inactius».

### Ingressos
El 2009 a Gy-en-Sologne hi havia 218 unitats fiscals que integraven 494 persones, la mediana anual d'ingressos fiscals per persona era de 16.807 €.

### Activitats econòmiques
Dels 18 establiments que hi havia el 2007, 1 era d'una empresa extractiva, 2 d'empreses alimentàries, 1 d'una empresa de fabricació d'altres productes industrials, 5 d'empreses de construcció, 3 d'empreses de comerç i reparació d'automòbils, 1 d'una empresa d'hostatgeria i restauració, 1 d'una empresa financera, 3 d'empreses de serveis i 1 d'una entitat de l'administració pública.
Dels 3 establiments de servei als particulars que hi havia el 2009, 1 era una lampisteria, 1 electricista i 1 restaurant.
Dels 3 establiments comercials que hi havia el 2009, 1 era una botiga de menys de 120 m², 1 una fleca i 1 una sabateria.
L'any 2000 a Gy-en-Sologne hi havia 14 explotacions agrícoles que ocupaven un total de 484 hectàrees.

## Equipaments sanitaris i escolars
El 2009 hi havia una escola elemental.

## Poblacions més properes
El següent diagrama mostra les poblacions més properes.